# ネカマ
ネカマとは、SNSや出会い系などオンラインにおける実際にやり取りしている相手の容姿がわからない匿名性を悪用して、特定の女性、または「女性」という性別になりますこと。主に行為者は男性である。他人である特定女性の容姿を悪用せずに「単に女性である」と装うこと及び装っている人、またその行為も含まれる。特定の女性の画像や動画等を悪用した「なりすましネカマ」の際は、男性から金品搾取をしていなくても犯罪行為となる。実行者が金品を得ている際にはデジタル版美人局とも言われる犯罪行為であり、電子マネーや個人間電子送金を要求する詐欺、男がメッセージのやり取りするネカマ後に対面で金品を脅しとるSNS美人局も広まっている。容姿を悪用された被害者女性らがいる犯罪ケースであるなりすましネカマ犯罪に対しては、特定の他者になりすます行為に対する非親告罪化など法的処罰強化・刑事罰を課すことが求められている。

## 問われる罪・刑罰
友人間を含む囮捜査などネカマ行為に使うとの事前に明確な承諾証拠のあるケースを除き、女性の写真や動画等を使用したネカマ行為していた場合は名誉毀損罪、侮辱罪、信用毀損罪、業務妨害罪等にも問われる。他人の写真等を使用し、金銭等の受け取った場合は詐欺罪にも問われる。本人が公開等した写真や動画であったとしても、ネカマ行為への悪用は無断転載・無許可使用行為であるために著作権侵害や肖像権侵害などの罪にもなる。送付や投稿したネカマ悪用動画や画像が猥褻な場合は、わいせつ電磁的記録媒体陳列罪にも違反する。金銭等を得ていた場合はわいせつ電磁的記録記録媒体有償頒布罪(わいせつ電磁的記録有償頒布目的所持罪)、ネカマ悪用された被害者女性が未成年の場合は児童ポルノ禁止法にも問われる。

## 由来・対義語

### 由来
由来は「ネットおかま」が略語化されて出来た言葉で、インターネット以前のパソコン通信時代から用いられている。
法学者の白田秀彰によれば、インターネットの黎明期から男性が女性を装う事例は存在しており、当時は女性のインターネット利用者が極端に少なかったこともあって女性であると自称しているものがいればまずネカマであるか疑うのが常識であった。

### 対義語
ネカマの対義語として、「女性が男性を装う」ことをネナベという。「ネットおなべ」が略語化されて出来た言葉であり、ネット上で相手の実際の容姿が分からない匿名性を悪用した点でも共通である。しかし、「ネカマ」と異なり、詐欺等の犯罪行為や嘲笑目的に用いられるケースは非常にレアであり、女性バレした際に言い寄らたり、舐められたり(見下されたり)、などの面倒事を避けるための自衛に用いられる。